# Steyr M12
La Repetierpistole M.12 (meglio nota come Steyr-Hahn 1912 o, semplicemente, Steyr M1912) è una pistola semiautomatica prodotta a partire dal 1912 per l'Imperiale e regio Esercito austro-ungarico, ma successivamente esportata in numerosi paesi ed utilizzata fino alla fine della seconda guerra mondiale.

## Sviluppo
La pistola faceva parte della prima generazione di pistole semi-automatiche prodotte all'inizio del XX secolo. Fu progettata a partire dal 1910 presso l'Österreichische Waffenfabriksgesellschaft (ŒWG) di Steyr con l'iea di creare un'alternativa più ergonomica e affidabile alla recentemente adottata Roth-Steyr M.7 che non aveva dato buona prova di sé. Il progetto fu portato avanti sotto la direzione dell'ingegnere capo Konrad Murgthaler, coadiuvato da Helmut Bachner ed Adolf Jungmayr.
Inizialmente pensata per essere prodotta per il mercato civile con il nome di M.11, tale denominazione venne in seguito modificata in M.12 quando l'arma venne adottata dall'Imperial regio Esercito austro-ungarico con la designazione ufficiale di Repetierpistole M.12. Il nome colloquiale Steyr-Hahn deriva dalla necessità di differenziare l'arma dalla Roth Steyr: quest'ultima infatti funzionava a percussore lanciato, mentre la M.12 è dotata di cane esterno (in tedesco Hahn).

## Tecnica

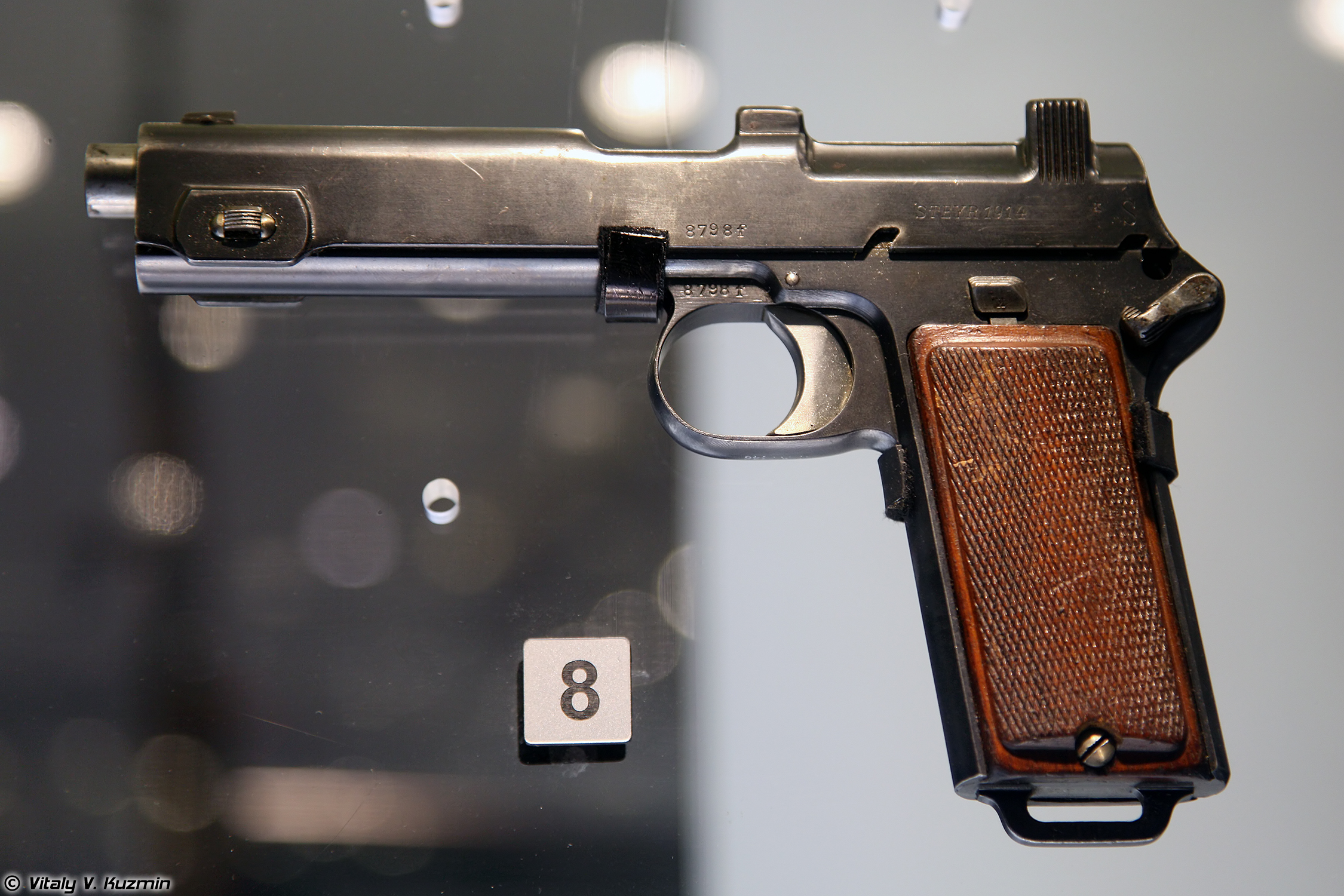
Una pistola Steyr M1912 conservata in Russia presso l'Arsenale di Tula.

L'arma sfruttava un sistema di chiusura stabile a canna rotante. La canna presentava internamente quattro righe destrorse ed esternamente due risalti superiori di chiusura, uno inferiore di arresto ed uno, sempre inferiore, elicoidale, che determina la rotazione. Subito dopo lo sparo, il proiettile, avanzando lungo la canna, tendeva per effetto della rigatura a farla ruotare verso destra ed a serrare la chiusura. Canna e carrello rinculavano dunque assieme, tenuti uniti dai due risalti superiori. Durante questo arretramento, però, il risalto elicoidale, grazie al contrasto con una specifica scanalatura realizzata nel castello, provocava una rotazione della canna di 60° verso sinistra, fino a determinare lo sgancio dei denti superiori e la liberazione del carrello, che a questo punto proseguiva da solo il proprio movimento, completando l'automatismo, mentre la canna si fermava grazie al dente di arresto. Dopo lo sparo dell'ultimo colpo, l'arma si blocca in apertura.
La M.12 camerava cartucce calibro 9 × 23 mm Steyr inserite manualmente tramite lastrina all'interno di un caricatore monofilare da 8 colpi costituito da una "cassetta" alloggiata all'interno dell'impugnatura. L'arma era dotata di due sicure: quella automatica impediva al percussore di avanzare in caso il gruppo carrello-canna non fossero correttamente bloccati, quella manuale è invece costituita da una leva sul lato sinistro dell'arma che blocca il grilletto in posizione e impedisce l'azionamento dell'arma. La sicura manuale può essere inserita anche a cane abbattuto ma questo non è consigliabile: la leva infatti blocca il grilletto, ma non impedisce al cane di muoversi qui pochi millimetri sufficienti a colpire il percussore, ad esempio nel caso in cui l'arma dovesse cadere e impattare con forza sul cane. Era pertanto necessario portare l'arma con cane arretrato e sicura manuale inserita per avere la certezza che non vi fossero spari accidentali.

## Impiego

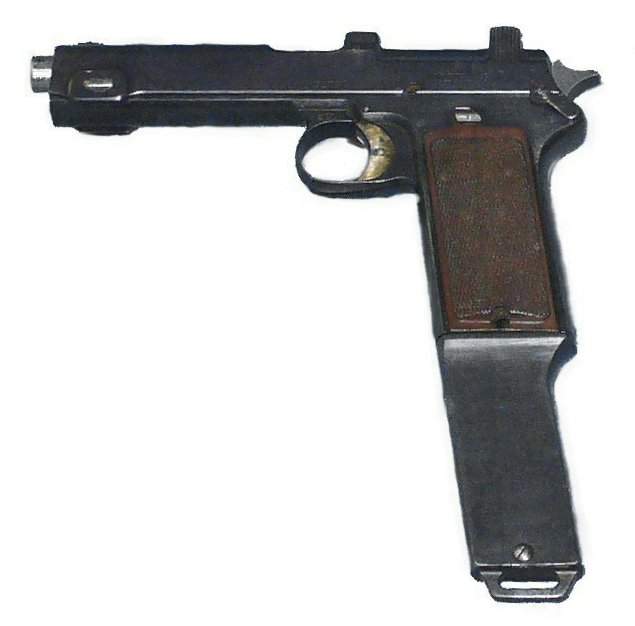
Un raro esemplare di Repetierpistole M.12/P16 con caricare da 16 colpi e predisposizione per il tiro a raffica.

La produzione militare per l'Austria iniziò solamente alla fine del 1914, a guerra già iniziata, e l’arma fu impiegata dall'esercito austriaco durante tutta la prima guerra mondiale dando buona prova anche in condizioni climatiche difficili.
La produzione per il mercato civile non fu numerosa, mentre quella delle armi militari terminò nel 1919 raggiungendo la cifra di circa 350.000 esemplari, che furono anche esportati in numerosi paesi come Cile, Cecoslovacchia, Germania, Italia, Jugoslavia, Romania, Ungheria.
Nel 1916, in piena guerra, Steyr sperimentò una variante dell'arma alimentata da un caricatore esteso da 16 colpi (sempre monofilare, interno e alimentato con due lastrine da 8 colpi) e modificata per il tiro a raffica con l'aggiunta di un calcio-fondina rimovibile. L'arma, denominata Repetierpistole M.12/P16 aveva un rateo di fuoco tra i 1.000 e 1.200 colpi al minuto ma, come per altri esperimenti di conversione tentati durante la guerra, si dimostrò difficile da controllare e usare con efficacia. Solo 960 esemplari furono costruiti dalla Steyr nella seconda metà del 1916.
Sempre nel campo delle conversioni a raffica, altre sperimentazioni portatono alla creazione della Doppelpistole M.12, concetto analogo a quello del Villar-Perosa M1915 italiano dove due armi a raffica (in questo caso due M.12/P16) venivano unite in un particolare supporto che andava a creare una sorta di piccola mitragliatrice. Il progetto fu però rapidamente abbandonato in quanto poco pratico e di dubbia utilità.

## Contratti stranieri (1911 - 1918) e uso post-bellico

### Regno di Baviera
L’esercito bavarese acquistò nel 1916 e nel 1918 due lotti di pistole mod. 1912, per un totale di 16.000 esemplari uguali a quelle fornite all’esercito austro-ungarico tranne che per la matricola composta da sole cifre numeriche.

### Cile

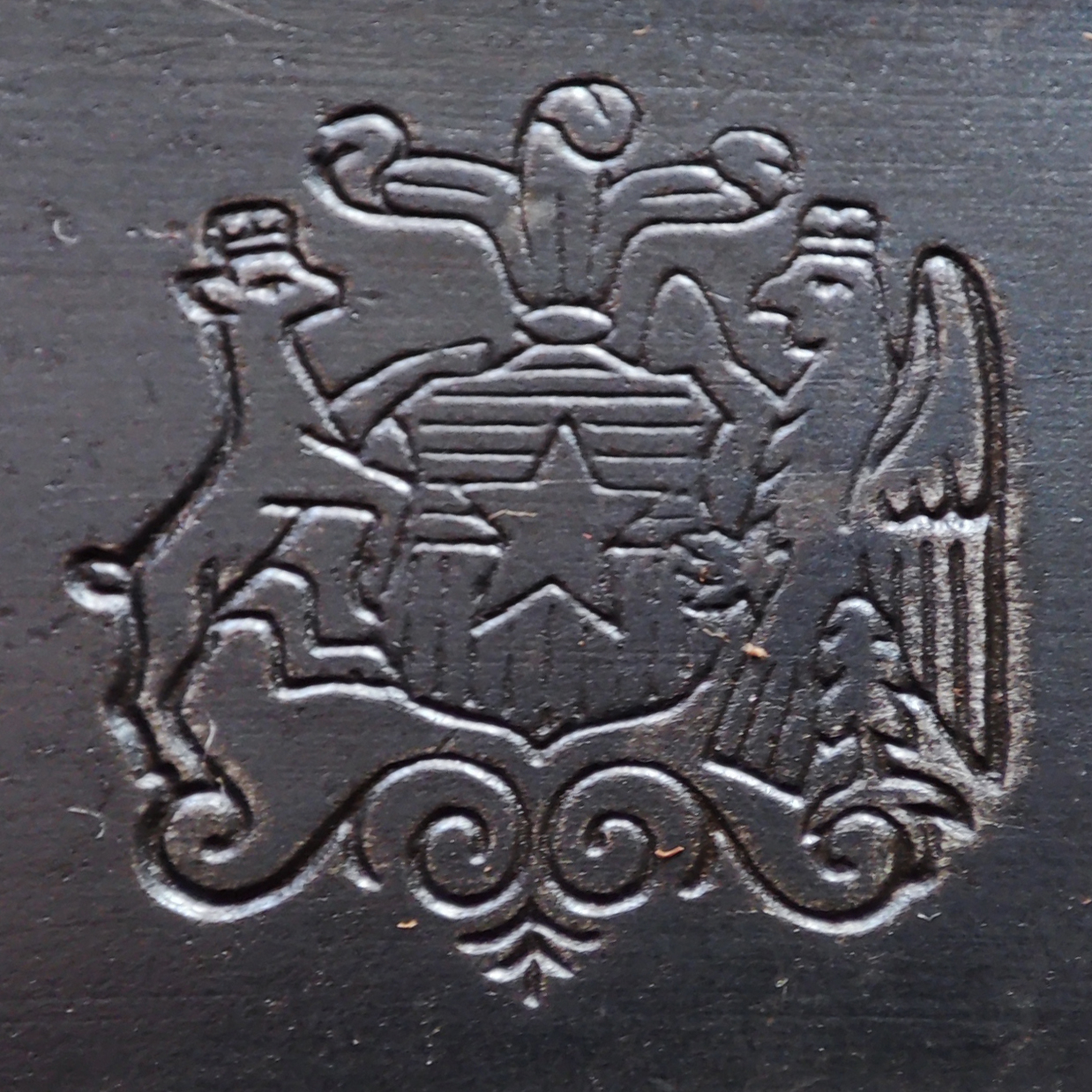
Lo stemma dell'Esercito Cileno punzonato sul lato sinistro del carrello della Steyr-Hahn.

Tra il 1911 e il 1912 l’Ejército de Chile acquistò 5.000 esemplari della pistola, marcate Mod. 1911 (in quanto antecedenti all'adozione militare austriaca del 1912) e stampigliate con il logo dell'esercito cileno sul lato sinistro del carrello. La numerazione fa parte di un lotto separato con numero progressivo da 0 a 5000 ma con l'aggiunta di una lettera maiuscola per ogni "partita" di mille pistole: 0 - 999 / 1000A-1999A / 2000B-2999B / 3000C-3999C / 4000D-5000D. Al termine della Prima guerra mondiale, con la dissoluzione dell'Impero austro-ungarico, il Cile acquistò altre armi che vennero prese direttamente tra quelle in servizio nell'ormai disfatto Imperiale e Regio Esercito: queste armi presentano sia i punzoni di accettazione militare austriaca sia la scritta Ejército de Chile sul lato destro del carrello e lo stema dell'esercito cileno sul lato sinistro.

### Germania
Dopo la fine del primo conflitto mondiale alcuni esemplari bavaresi tornarono in servizio sotto la Reichswehr, e in seguito all’annessione dell’Austria del marzo del 1938, la Wehrmacht immise in servizio numerose Steyr M.12. Dopo l’inizio della seconda guerra mondiale, all’incirca 60.000 esemplari, convertiti in cal. 9 × 19 mm Parabellum con la sostituzione della canna, vennero assegnati alla Ordnungspolizei con la designazione di 9 mm P.12 (Ö), riportando sul carrello d’armamento la stampigliatura “08” per identificare la conversione in 9 mm Parabellum.

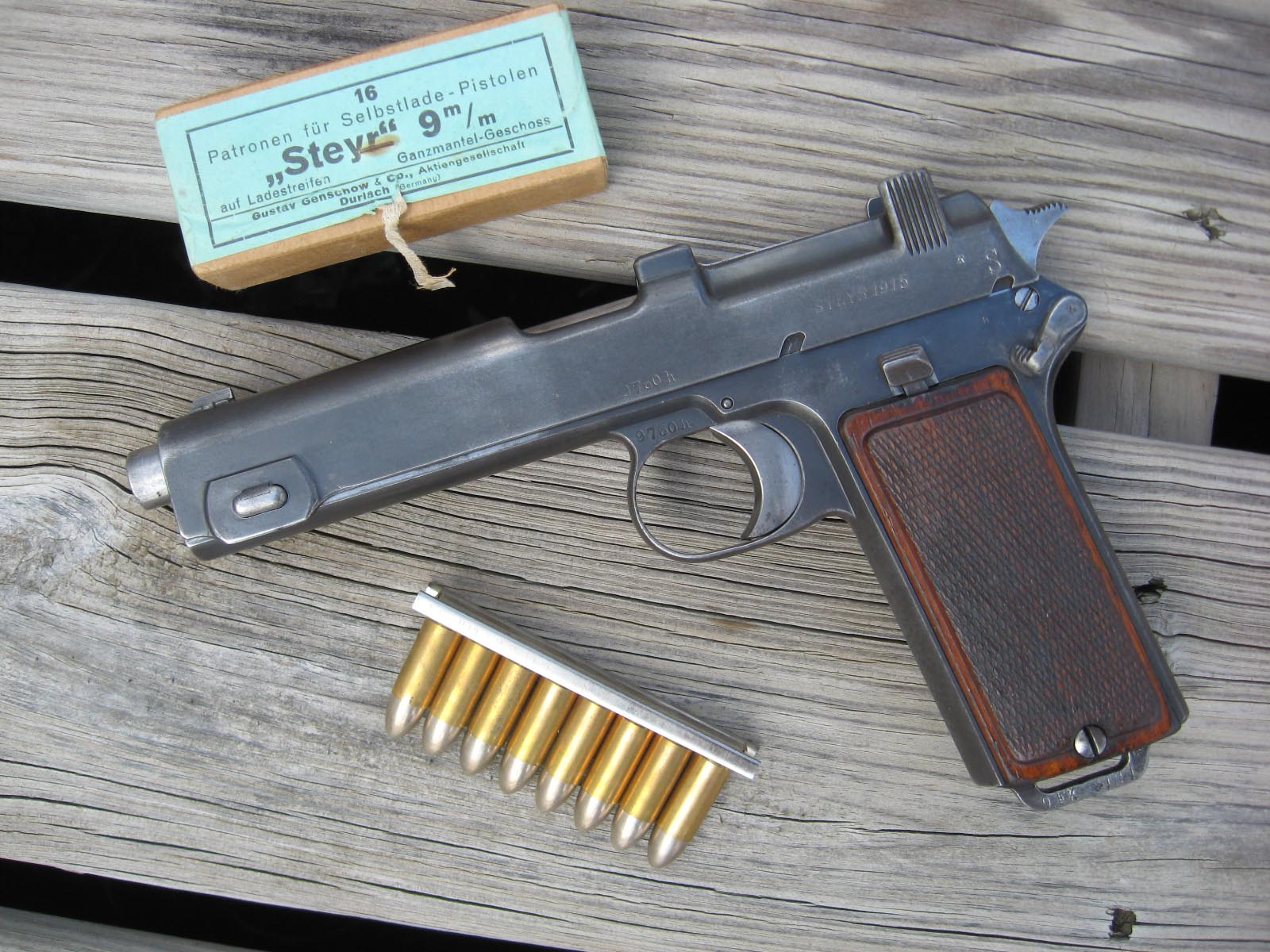
Una Repetierpistole M.12 prodotta nel 1915, in piena Prima guerra mondiale.

### Regno d’Italia
Nel 1918 la ditta Fiocchi (assieme al Laboratorio Pirotecnico di Bologna) avviò la produzione di cartucce in calibro 9 mm per consentire l’utilizzo delle armi catturate. Al termine della guerra l’Austria cedette, in riparazione dei danni di guerra, all’Italia un numero considerevole di queste pistole che restarono in uso nel Regio Esercito fino alla fine della seconda guerra mondiale.

### Romania
Negli anni 1913-1914 il Forțele Terestre Române acquistò 56.000 armi sotto la designazione Md. 1912 dotate di mirino a coda di rondine sul carrello e sicura che, se inserita a cane abbattuto, non ne impediva l'armamento venendo disinserita sollevandolo. La fornitura fu interrotta all'inizio della prima guerra mondiale (con circa 37.000 esemplari consegnati) e le armi dirottate all’esercito austro-ungarico: le parti già prodotte (ma non ancora assemblate) per l'ordine romeno non furono scartate ma utilizzate comunque per la produzione dia rmi destinate all'Imperiale e regio esercito. Dopo la sconfitta della Romania nel corso del 1917 gli Imperi Centrali imposero la consegna della rimanenti armi che entrarono nella disponibilità degli eserciti austro-ungarico e tedesco.